# Werner Ende
Werner Ende (* 22. September 1937 in Wittenberg; † 6. August 2024 in Freiburg) war ein deutscher Islamwissenschaftler. Er war von 1977 bis 1983 Professor für Gegenwartsbezogene Islamwissenschaft an der Universität Hamburg und hatte anschließend bis 2002 den Lehrstuhl für Islamwissenschaft an der Albert-Ludwigs-Universität Freiburg inne.

## Leben
Werner Ende ging von 1956 bis 1958 einer Buchhandelslehre in Halle (Saale) nach. Von 1958 bis 1960 studierte er Arabistik und Islamwissenschaft an der Universität Halle. 1960 verließ er die DDR und zog nach Hamburg. An der Hamburg setzte er sein Studium fort, mit einem zwischenzeitlichen Studienaufenthalt in Kairo (1963/1964). Er wurde im Jahr 1965 in Hamburg mit der Arbeit Europabild und kulturelles Selbstbewusstsein bei den Muslimen am Ende des 19. Jahrhunderts. Dargestellt an den Schriften der beiden ägyptischen Schriftsteller Ibrahim und Muhammad Al-Muwailihi promoviert. Von 1969 bis 1971 war er als wissenschaftlicher Referent am Orient-Institut der Deutschen Morgenländischen Gesellschaft in Beirut tätig. Er habilitierte sich 1974 mit der Schrift Arabische Nation und islamische Geschichte: die Umayyaden im Urteil arabischer Autoren des 20. Jahrhunderts, in der er die Bedeutung der Neubewertung der lange geschmähten Umayyadenzeit für die Entstehung des arabischen Nationalismus darlegte.
Von 1977 bis 1983 war er Professor für Gegenwartsbezogene Islamwissenschaft an der Universität Hamburg und von 1983 bis 2002 Inhaber des Lehrstuhls für Islamwissenschaft am Orientalischen Seminar der Universität Freiburg.
Nach seiner Emeritierung zog er nach Berlin, 2023 kehrte er nach Freiburg zurück.
Zu Endes Forschungsschwerpunkten zählen die arabische Geschichtsschreibung in der Neuzeit, der Wahhabismus, der Salafismus und die Zwölferschiiten (insbesondere Libanon, Irak und Arabische Halbinsel). Ende war Herausgeber der Schriftenreihe Freiburger Islamstudien und Mitherausgeber der Zeitschrift Die Welt des Islams.
Werner Ende starb am 6. August 2024 nach langer Krankheit in Freiburg im Alter von 86 Jahren.

## Schriften (Auswahl)
als Herausgeber
- mit Udo Steinbach: Der Islam in der Gegenwart: Entwicklung und Ausbreitung – Kultur und Religion – Staat, Politik und Recht. Bundeszentrale für politische Bildung, 5. Aufl., Bonn 2005, ISBN 3-89331-625-6.
- Arabische Nation und islamische Geschichte. Die Umayyaden im Urteil arabischer Autoren des 20. Jahrhunderts. Beirut-Wiesbaden 1977, ISBN 3-515-01841-7.
- Schreckgespenst und reale Bedrohung: Der „Heilige Krieg“ der Fundamentalisten. Köln 1996, ISBN 3-504-65006-0.